# Final Attraction
Final Attraction è il primo album in studio della band tedesca Cinema Bizarre, pubblicato il 12 ottobre 2007 in Germania e Austria dalla Island Records. 

## Descrizione
L'album, uscito inizialmente in Germania e Austria nel 2007 e nel 2008 negli altri Paesi, ha avuto un buon successo in Europa, dove ha raggiunto la posizione numero 9 in Germania, la numero 28 in classifica in Austria e la numero 30 degli album più venduti in Italia.
Dal disco sono stati tratti (nell'ordine) i singoli: Lovesongs (They Kill Me), Escape to the Stars e Forever or Never.

## Tracce
1. Lovesongs (They Kill Me) - 3:44
2. How Does It Feel - 3:47
3. Silent Scream - 3:58
4. Get Off - 3:14
5. Forever or Never - 3:20
6. Escape to the Stars - 3:49
7. After the Rain - 3:37
8. She Waits For Me - 3:14
9. I Don't Believe - 3:13
10. The Way We Are - 3:56
11. Dysfunctional Family - 3:52
12. Heavensent - 4:09
13. Angel in Disguise - 3:53
14. The Silent Place - 6:27

## Classifiche
| Classifica (2007-08) | Posizione massima |
| -------------------- | ----------------- |
| Austria              | 28                |
| Belgio (Vallonia)    | 52                |
| Francia              | 24                |
| Germania             | 9                 |
| Italia               | 30                |